# Jessica Díaz
Jessica Díaz Chávez (Culiacán, Sinaloa; 27 de marzo de 1991) es una actriz, cantante y conductora mexicana egresada del Centro de Educación Artística de Televisa. Se ha dado a conocer debido a su música y actuación es series, películas, telenovelas y programas unitarios; así como su faceta como conductora de televisión

## Biografía y carrera
Ha trabajado en teatro, televisión, cine y música. Es egresada del Centro de Educación Artística (CEA) de Televisa, se ha desempeñado como actriz y cantante en diferentes ámbitos artísticos en la Ciudad de México. Fue protagónico juvenil de la teleserie de Grupo Imagen ¡Muy padres!, serie que también fue testigo de su primer sencillo musical “Quédate”.
En teatro ha participado en Carrie el musical (Chris Hargensen); Rock of Ages México (Sherrie); Rockpunzel (Rapunzel); Sexo, sexo, sexo el musical, Dulce obesidad, entre otros. En Cine: Paraíso (2014). En televisión: Simplemente María (Nayeli); ha hecho programas unitarios en: La rosa de Guadalupe y Como dice el dicho; además de series como Súper X, El manual, La Bella y las Bestias (2018), y Amar a muerte (2018), transmitida por Univisión y Televisa. También formó parte del reality show "Asi se baila" (2021) transmitido por Telemundo.
A principios de noviembre del 2018 lanzó su segundo sencillo “Mentiste”, compuesto por ella y algunos amigos.

## Inicios artísticos
Desde pequeña tenía afición por el ámbito artístico, pedía a su madre que la grabara mientras cantaba y practicaba coreografías con su hermana, con la cual presentaba festivales para sus vecinos a quienes cobraba cinco pesos la entrada. A los 14 años, al participar en La Novicia Rebelde en Culiacán, supo que realmente quería dedicarse a eso toda su vida.
Cuando llegó el momento, se decidió por la carrera de Ciencias de la Comunicación, la cual cursó en conjunto a clases de actuación, además de ser parte de un equipo de fútbol de la universidad.
El día que tenía un partido y un examen de manejo, también había la posibilidad de presentarse para una audición para el CEA, a pesar de haber considerado no ir, gracias a que la ruta del examen de manejo y que su hermana la convenció, decidió presentarse.
Así, después de quedar seleccionada para la generación 2010, llegó a la Ciudad de México con 18 años de edad, a estudiar la carrera de actuación en el CEA.

## Filmografía
| Año       | Telenovela        | Personaje/Rol          | Notas                    |
| --------- | ----------------- | ---------------------- | ------------------------ |
| 2023      | Pienso en ti      | Jeanine Loher          |                          |
| 2020      | Como tú no hay 2  | Tina Rebolledo         | Elenco Estelar           |
| 2018      | Amar a muerte     | Renata Barranco        | Elenco Estelar           |
| 2017-2018 | ¡Muy padres!      | Jennifer Salamanca     | Protagónico Juvenil      |
| 2017      | Súper X           | Sonia Montenegro       | Participación Especial   |
| 2015-2016 | Simplemente María | Nayeli Cervantes Nuñez | Hermana del protagonista |
| 2014      | Contigo si        | Tina Rebollo           |                          |

## Programas de televisión
| Año  | Programa              | Personaje/Rol | Notas    |
| ---- | --------------------- | ------------- | -------- |
| 2020 | Hoy                   | Ella misma    | Invitada |
| 2020 | ¡Qué chulada!         | Ella misma    | Invitada |
| 2020 | Cuéntamelo Ya! Al fin | Ella misma    | Invitada |
| 2020 | Cuéntamelo Ya!        | Ella misma    | Invitada |
| 2019 | Noches con platanito  | Ella misma    | Invitada |
| 2018 | La casa telehit       | Ella misma    | Invitada |
| 2018 | Tu ciudad             | Ella misma    | Invitada |
| 2017 | Sale el sol           | Ella misma    | Invitada |
| 2017 | De primera mano       | Ella misma    | Invitada |
| 2016 | La apuesta            | Ella misma    | Invitada |

## Series
| Año  | Programa               | Personaje/Rol | Notas                  |
| ---- | ---------------------- | ------------- | ---------------------- |
| 2020 | Yoyo: La serie         | Ella misma    | Documental web         |
| 2018 | La bella y las bestias | María         | Participación Especial |

## Realitys shows
| Año  | Programa                     | Personaje/Rol | Notas                            |
| ---- | ---------------------------- | ------------- | -------------------------------- |
| 2022 | Soy famoso, ¡sácame de aqui! | Ella misma    | Participante                     |
| 2020 | Guerreros México             | Ella misma    | Participante del Equipo "Cobras" |

## Conducción
| Año  | Programa   | Personaje/Rol | Notas              |
| ---- | ---------- | ------------- | ------------------ |
| 2017 | La apuesta | Ella misma    | Conductora Digital |

## Cine
| Año  | Película | Personaje          | Notas            |
| ---- | -------- | ------------------ | ---------------- |
| 2014 | Paraíso  | Actuación especial | Primera película |

## Programas unitarios
| Año       | Programa               | Personaje/Rol     | Notas                              |
| --------- | ---------------------- | ----------------- | ---------------------------------- |
| 2020      | Esta historia me suena | Laura             | Capítulo (Con todos menos conmigo) |
| 2012-2017 | La rosa de guadalupe   | Varios personajes | Varios capítulos                   |
| 2013-2017 | Como dice el dicho     | Varios personajes | Varios capítulos.                  |

## Programas de radio
| Año  | Programa    | Rol        | Notas                  |
| ---- | ----------- | ---------- | ---------------------- |
| 2020 | La caliente | Ella misma | Invitada como locutora |

## Obras de teatro
| Año       | Obra                        | Personaje       | Notas                                   |
| --------- | --------------------------- | --------------- | --------------------------------------- |
| 2016      | Carrie el musical           | Chris Hargensen | Antagonista                             |
| 2015      | Happy                       |                 | Microteatro                             |
| 2014-2015 | Rock of Ages                | Sherrie         | Protagonista                            |
| 2014      | Sexo, sexo, sexo El Musical |                 |                                         |
| 2014-2015 | Rockpunzel                  | Rapunzel        | Protagonista                            |
| 2013      | Navidad Musical             |                 |                                         |
| 2013      | Dulce Obesidad              |                 |                                         |
| 2003      | Novicia Rebelde             | Luisa           | Hija del capitán (En Culiacán, Sinaloa) |

## Música/Canciones
- 2020
  - Yoyo
  - Como tu no hay 2
  - Como tu no hay 2 (versión acústica)
  - Así de siempre
- 2019
  - No sé quien es ft Fercho Reyes
- 2017
  - Quédate
  - Quédate en (versión acústica)
  - ¿Entonces que somos?
- 2013
  - Bahía
  - Los originarios
  - Nomades

## Colaboraciones musicales
- 2019
  - No sé quien es ft Fercho Reyes
- 2018
  - Rewrite the stars ft "Diego Cordero" en (versión cover)

## Covers de canciones
- 2020
  - Zombie de "The Cranberries" en (versión cover)
  - La tequilera de Ángela Aguilar en (versión cover)
- 2019
  - Me muero de Carlos Rivera  en (versión cover)
  - No importa la distancia de Hércules en (versión cover)
  - Mentiste en (versión cover)
  - Una vez en diciembre en (versión cover)
  - Colores en el viento de Pocahontas en (versión cover)
  - Esta noche es para amar de El rey león en (versión cover)
  - Mi razón de ser de Banda MS en (versión cover)
- 2018
  - Rewrite the stars ft "Diego Cordero" en (versión cover)
- 2017
  - Quisiera de CNCO en (versión cover)
  - Entonces qué somos de Banda el recodo en (versión cover)

## Discografía
- 2013 
  - <Disco> "Pueblos originarios" canciones :
    - Bahía
    - Los originarios
    - Nomades

## Revistas (Portadas y notas)
- 2020
  - Más personas
- 2018
  - Revista del Norte
  - Revista Q
  - Hoy Estado
- 2017
  - La voz Michoacán